# Parwanipur
Parwanipur (nepalski: परवानिपुर) – gaun wikas samiti (jednostka administracyjna) w środkowej części Nepalu  w strefie Dźanakpur w dystrykcie Sarlahi. Według nepalskiego spisu powszechnego z 2001 roku liczył on 1511 gospodarstw domowych i 8186 mieszkańców (4055 kobiet i 4131 mężczyzn).